# 喬·隆巴多
约瑟夫·迈克尔·隆巴多（英語：Joseph Michael Lombardo，/ləmˈbɑːrdoʊ/，ləm-BAR-doh；1962年11月8日—）是美国政治人物和前执法人员，自2023年起担任内华达州第31任州长。他是共和党人，曾于2015至2023年期间担任克拉克县第17任警长，作为其长达34年执法生涯的收尾。
隆巴多出生于日本，于1976年移居拉斯维加斯，并在内华达大学拉斯维加斯分校接受教育。他曾在美国陆军服役，于1988年加入拉斯维加斯大都会警察局担任警员。他于2014年当选克拉克县警长，随后在2018年成功连任。在担任警长期间，他负责调查了2017年拉斯维加斯枪击案。2022年，他赢得了内华达州共和党州长提名，并在大选中击败民主党现任州长史蒂夫·西索拉克，随后于2023年1月2日正式就职。

## 早年生活及教育
隆巴多是美国空军退伍军人的儿子，他于1962年11月8日出生在日本札幌。搬到拉斯维加斯之前他在日本生活了十多年。隆巴多于1980年毕业于兰乔高中。他曾就读于内华达大学拉斯维加斯分校，并获得土木工程学士学位和危机管理硕士学位。他还于2006年完成了联邦调查局国家学院第227期课程。

## 职业生涯

### 军旅生涯
1980年高中毕业后，隆巴多加入了美国陆军。在此期间，他曾在内华达州国民警卫队和美国陆军预备役服役。他于1986年结束服役。

### 执法生涯
隆巴多于1988年加入拉斯维加斯大都会警察局担任警员。他通过不断晋升，分别于1996年晋升为中士、2001年晋升为中尉、2006年晋升为警监，并于2011年晋升为副警长。担任副警长期间，隆巴多负责执法服务组，该组包括负责技术服务、信息技术、无线电系统和专业标准部门的各个分部。隆巴多还曾于2007至2014年间担任拉斯维加斯大都会警察局基金会董事会成员。在服役26年后，他从警队退休，并在2014年辞去了基金会董事会成员职务。

## 克拉克县警长

### 第一任期（2015年–2019年）

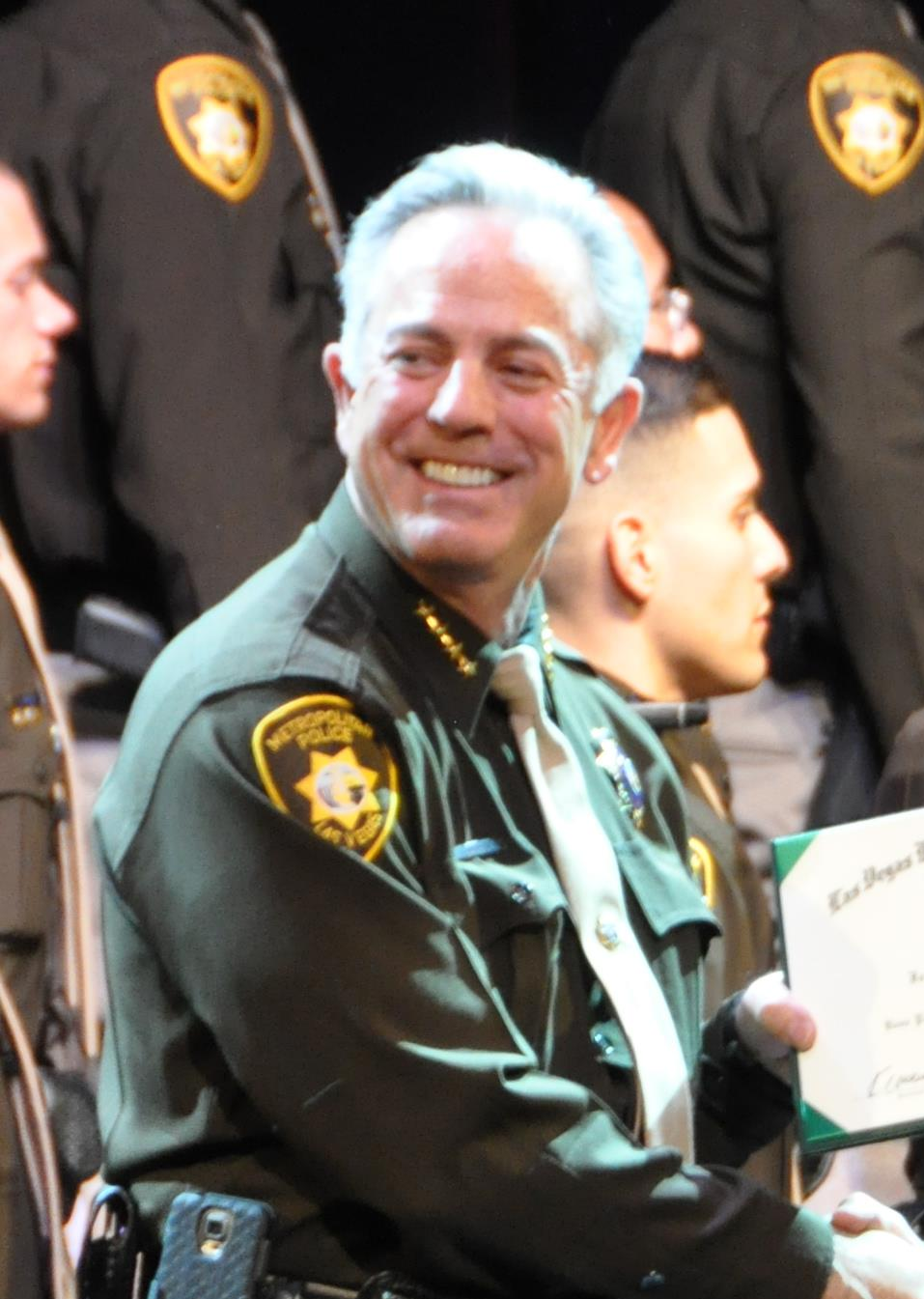
2016年担任克拉克县警长的隆巴多

2013年12月4日，隆巴多宣布竞选克拉克县警长，接替即将退休的道格·吉莱斯皮。他在初选中获胜，并在11月4日的大选中以微弱优势击败了民主党候选人、退休的拉斯维加斯大都会警察局警监拉里·伯恩斯。隆巴多于2015年1月5日正式上任。担任警长期间，他领导着拉斯维加斯大都会警察局，该局是拉斯维加斯和克拉克县的联合执法机构，也是内华达州最大的执法机构，负责监督5000多名警员。
成为警长后，隆巴多开始推进拉斯维加斯大都会警察局侦查部门的去中心化改革，将侦查工作从以犯罪类型为中心的集中式部门转移到分布在各个执法区指挥部的侦探团队。
2016年，隆巴多将拉斯维加斯犯罪率的上升与加利福尼亚州法律《提案47》联系起来，该法旨在缓解监狱过度拥挤的问题。随后他回应了关于拉斯维加斯近期暴力犯罪激增的问题，表示这种增长“让我夜不能寐”。他随后表示不同意联邦调查局长詹姆斯·科米将拉斯维加斯暴力犯罪激增归咎于所谓“弗格森效应”的说法。2016年12月，隆巴多支持实施大容量弹匣禁令，这一呼吁得到了《拉斯维加斯太阳报》社论委员会的支持。2017年2月，隆巴多得出了拉斯维加斯的凶杀案件平均每年增长20起的结论。
2017年9月，在西雅图海鹰队防守端锋迈克尔·贝内特在拉斯维加斯被捕后，隆巴多驳回了贝内特关于两名逮捕他的警员过度使用武力并爆粗口威胁的指控，称逮捕过程的视频证据并未证实这些指控。
在2017年拉斯维加斯曼德勒海湾酒店“91号公路丰收”露天乡村音乐节发生的大规模枪击事件中，总共造成59人死亡及527人受伤。这一枪击事件这是美国现代史上死亡最多的大规模枪击事件，隆巴多负责领导对该事件以及嫌疑人史蒂芬·帕多克的调查。

### 第二任期（2019年–2023年）
隆巴多在2018年初选中以73%的选票获胜，击败了四位挑战者。他于2019年1月4日宣誓就职，开始了第二任期。在仪式上，他强调了在任期内拉斯维加斯大都会警察局人员的扩展（增加了900多名警员和280名监狱警员）。同年稍后，隆巴多的部门发布了一份报告，建议进行多项改革以改善警察在未来重大事件中的应对能力。
2020年6月，在乔治·弗洛伊德抗议活动期间，拉斯维加斯大都会警察局逮捕了六名在拉斯维加斯大道旁观抗议的人。州长史蒂夫·西索拉克要求展开调查。隆巴多通过发布六名嫌疑人的录像来为逮捕行动辩护，称视频显示他们有“挑衅行为”并阻碍执法人员。
作为警长，隆巴多的年薪为161,000美元。他在2022年没有竞选连任，转而竞选内华达州州长。他的职位随后由拉斯维加斯大都会警察局副警长凯文·麦克马希尔接任。

## 内华达州州长

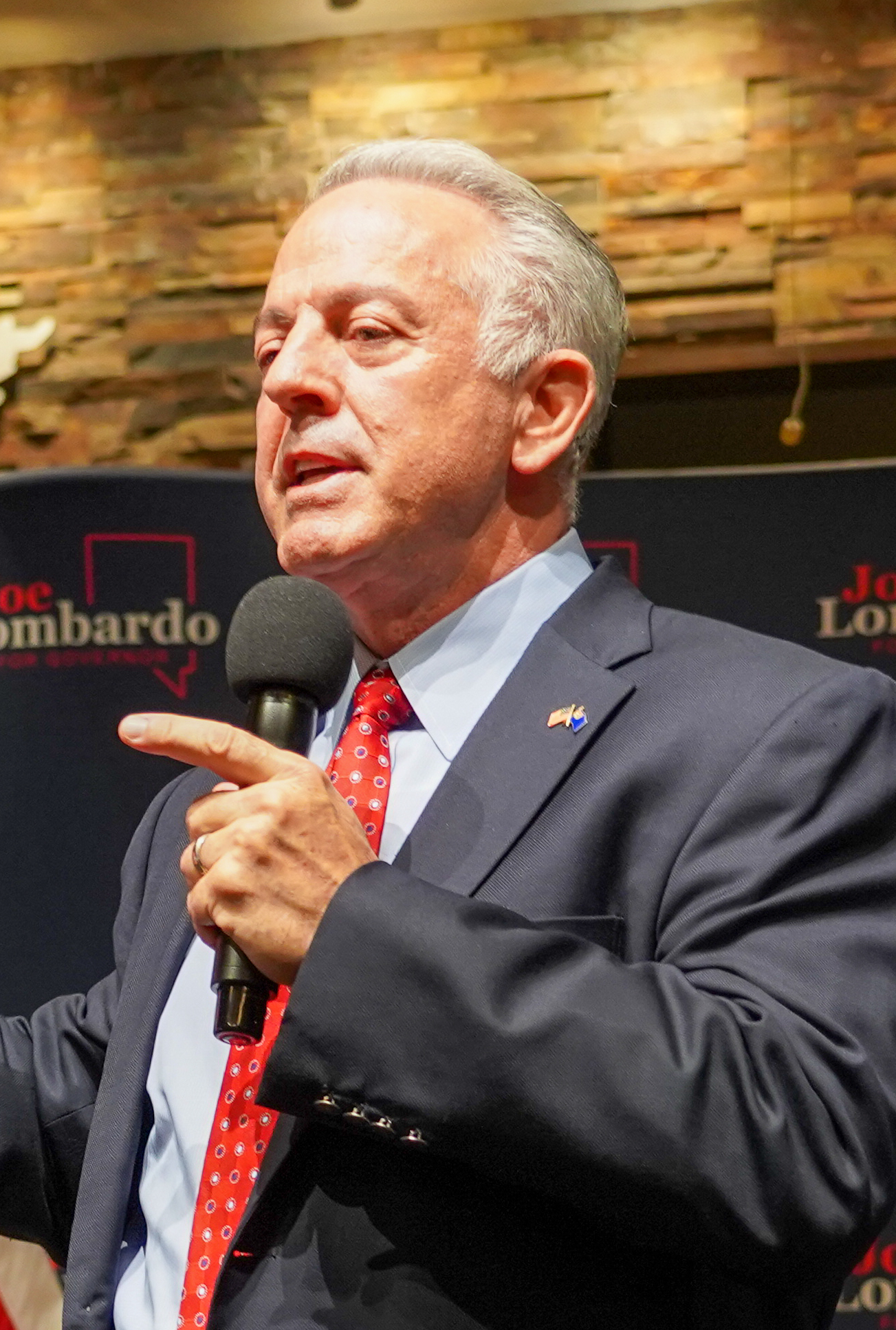
2022年9月竞选州长的隆巴多

### 2022年州长竞选
隆巴多于2021年6月28日宣布竞选内华达州州长，将在2022年选举中挑战现任州长史蒂夫·西索拉克。隆巴多与另外11名候选人竞争，其中包括可能处于领先地位的前联邦参议员狄恩·海勒。不过隆巴多最终在民调中以两位数的优势超越海勒，到了2月份被普遍视为领先者。前总统唐纳德·特朗普于2022年4月背书隆巴多。隆巴多于2022年6月14日以38.3%的得票率赢得共和党提名，击败了包括海勒、里诺律师兼前拳击手乔伊·吉尔伯特以及北拉斯维加斯市长约翰·杰伊·李在内的竞争对手。在决选几天后的2022年11月12日，隆巴多以大约16,000票的优势击败了西索拉克。

### 任内
隆巴多于2023年1月2日宣誓就职，与他同一天就职的还有内华达州州务卿西思科·阿圭勒以及内华达州审计长安迪·马修斯。隆巴多在上任第四天签署了两项行政命令，分别是取消剩余的新冠肺炎疫情防控规定以及解决劳动力短缺和工资问题。1月12日，隆巴多签署了另外两项旨在减轻监管负担的行政命令。这两项行政命令将暂停行政机构制定新法规，但影响公共卫生、公共安全、待决司法期限和行政部门基本职责的法规除外。
在1月23日的州情咨文中，隆巴多提出了一项两年期110亿美元的预算，这将是内华达州历史上最大的普通基金预算，并承诺每两年为K-12教育提供20亿美元，比上一个两年期增加 22% 以上。他还承诺恢复对该州高等教育系统的拨款，并提议为他公布的“内华达道路基金”增加3.13亿美元，该基金是一个用于基础设施和发展项目的储蓄基金。3月1日，隆巴多签署了将7000万美元从该州普通基金转移到教育基金的法案。
在5月份，隆巴多提议实施选民身份证要求，以取消邮寄选票，对此民主党籍州议员表示该提案将“胎死腹中”。
在6月份，隆巴多向内华达州议会提交了一项法案，希望通过部分公共融资在拉斯维加斯热带花园酒店的旧址上建造一个拥有3万个座位、耗资15亿美元的棒球场，以供奥克兰运动家队搬迁至拉斯维加斯。该法案于6月7日在特别会议期间得到修订并更名为该，隆巴多于6月7日签署了SB1法案，授权在议会以多数票通过后为棒球场提供资金和建设。2023年6月，隆巴多签署了一项为该体育场提供3.8亿美元公共资金的法案。公共资金计划的支持者认为这将有利于内华达州的经济，而一些经济学家则认为研究表明这种做法对纳税人来说是糟糕的投资。
2023年9月，内华达州的职位空缺率为24.3%，自隆巴多宣誓就任州长以来几乎没有变化。为了降低职位空缺率，隆巴多于9月18日签署了一项行政命令，在至少90天内暂停州政府职位的部分门槛。

## 政治立场
隆巴多自诩温和派共和党人。

### 刑事司法
在2022年4月接受《内华达独立报》采访时，隆巴多表示只要程序正当，他就支持死刑。他还表示他反对“删减资助警方”这一口号。

### 教育
隆巴多支持对教育系统进行审计。在2022年4月接受《内华达独立报》采访时，他表示将在就任州长的“第一天”调查教育资金的分配是否妥当。

### 堕胎
在2022年的竞选中，隆巴多将自己的个人立场描述为“反对堕胎”，但明确表示他反对全国范围内的堕胎禁令，并支持维护内华达州选民在1990年通过的堕胎权法案。2023年5月30日，隆巴多签署了一项为州外堕胎者和州内堕胎医生提供保护的法案。隆巴多得到了反堕胎权政治行动委员会“全国生命权”的支持，但截至2023年5月，他与佛蒙特州的菲尔·斯科特和马萨诸塞州的查理·贝克是三位签署保护堕胎服务权利立法的共和党州长。

### 枪支管控
隆巴多支持对购买枪支的人进行全面背景调查。在担任克拉克县警长期间，他支持禁用大容量弹匣。

### LGBTQ权利
隆巴多签署了一项“禁止保险公司基于性别认同歧视跨性别者”的立法，而在5月底签署的另一项措施中则要求监狱制定法规，确保被监禁的跨性别者和非二元性别者的安全。他签署了两项保护内华达州跨性别者和非二元性别者权利的法案，但否决了第三项对为未成年人提供性别肯定护理医疗服务提供者加强保护的法案。
2024年10月，隆巴多在社交媒体上表达了对内华达大学里诺分校女子排球队抵制与聖荷西州立大學未来赛事的支持。隆巴多写道：“正如我之前所说，我认为跨性别女性参与体育运动存在竞争和安全问题，NCAA让学生运动员在个人安全与学校、比赛和他们热爱的运动之间寻找平衡是不负责任的。”对于此次抵制行动，该球队表示“我们拒绝参加任何对女性运动员不公平的比赛”。

### 投票
隆巴多在2022年4月接受《内华达独立报》采访时表示，他不相信2020年总统大选存在舞弊行为，也没有理由相信乔·拜登不是“合法当选”总统，尽管他暗示“在当前选举制度下可能存在舞弊行为”。

### 卫生保健
隆巴多最初谴责内华达州的公共选择方案并称其为“政治闹剧”，但最近他承认将接受并实施该方案。不过他试图通过加入市场稳定计划的方式对这一方案进行修改。

## 个人生活
隆巴多离过婚，与前妻育有一子。他在2015年与商业房地产经纪人唐娜·奥尔德森结婚。
隆巴多是天主教徒，在业余时间他是SCORE国际赛车系列赛的越野赛车手。

## 选举历史
| 初選     | 初選   | 初選            | 初選    | 初選  |
| 政黨     | 政黨   | 候選人          | 投票數  | %     |
| -------- | ------ | --------------- | ------- | ----- |
|          | 无党籍 | 乔·隆巴多       | 41,827  | 36.26 |
|          | 无党籍 | 拉里·伯恩斯     | 32,620  | 28.28 |
|          | 无党籍 | 泰德·穆迪       | 20,745  | 17.99 |
|          | 无党籍 | 罗伯特·格罗诺尔 | 7,302   | 6.33  |
| 全民选举 |        |                 |         |       |
|          | 无党籍 | 乔·隆巴多       | 154,047 | 51.16 |
|          | 无党籍 | 拉里·伯恩斯     | 147,063 | 48.44 |
| 合计     | 合计   | 合计            | 301,110 | 100.0 |

| 党派 | 党派   | 候选人        | 得票数  | 百分比 |
| ---- | ------ | ------------- | ------- | ------ |
|      | 无党籍 | 乔·隆巴多     | 139,132 | 72.81  |
|      | 无党籍 | 蒂姆·贝德韦尔 | 29,939  | 15.67  |
|      | 无党籍 | 马特·考德威尔 | 10,241  | 5.36   |
|      | 无党籍 | 戈登·马丁内斯 | 8,570   | 4.48   |
|      | 无党籍 | 格雷戈里·海尼 | 3,210   | 1.69   |

| 党派 | 党派     | 候选人               | 得票数  | 百分比 |
| ---- | -------- | -------------------- | ------- | ------ |
|      | 共和党   | 乔·隆巴多            | 87,761  | 38.40% |
|      | 共和党   | 乔伊·吉尔伯特        | 61,738  | 27.01% |
|      | 共和党   | 狄恩·海勒            | 32,087  | 14.04% |
|      | 共和党   | 约翰·杰伊·李         | 17,846  | 7.81%  |
|      | 共和党   | 盖伊·诺赫拉          | 8,348   | 3.65%  |
|      | 共和党   | 弗雷德·J·西蒙        | 6,856   | 3.00%  |
|      | 共和党   | 托马斯·赫克          | 4,315   | 1.89%  |
|      | 以上皆非 | 以上皆非             | 4,219   | 1.85%  |
|      | 共和党   | 埃迪·汉密尔顿        | 1,293   | 0.57%  |
|      | 共和党   | 安珀·惠特利          | 1,238   | 0.54%  |
|      | 共和党   | 威廉·沃尔斯          | 833     | 0.36%  |
|      | 共和党   | 加里·埃弗森          | 558     | 0.24%  |
|      | 共和党   | 塞文·阿基利斯·埃文斯 | 475     | 0.21%  |
|      | 共和党   | 爱德华·奥布赖恩      | 422     | 0.18%  |
|      | 共和党   | 巴拉克·西尔伯贝格    | 352     | 0.15%  |
|      | 共和党   | 斯坦利·卢萨克        | 229     | 0.10%  |
| 合计 | 合计     | 合计                 | 228,570 | 100.0% |

| 政党         | 政党                           | 候选人                  | 票数      | %      | ±      |
| ------------ | ------------------------------ | ----------------------- | --------- | ------ | ------ |
|              | 共和党                         | 乔·隆巴多               | 497,377   | 48.81% | +3.50% |
|              | 民主党                         | 史蒂夫·西索拉克（现任） | 481,991   | 47.30% | -2.09% |
|              | 自由意志黨                     | 布兰登·戴维斯           | 14,919    | 1.46%  | +0.57% |
|              | 這些候選人都不是               | 這些候選人都不是        | 14,866    | 1.46%  | -0.48% |
|              | 內華達州獨立美國黨             | 艾德·布里奇斯           | 9,918     | 0.97%  | -0.07% |
| 总票数       | 总票数                         | 总票数                  | 1,019,071 | 100.0% |        |
| 投票率       | 投票率                         | 投票率                  | 1,023,617 | 54.58% |        |
| 登記選民人數 | 登記選民人數                   | 登記選民人數            | 1,875,578 |        |        |
|              | 共和党赢得了民主党所把持的席位 |                         |           |        |        |